# Почта Алжира
Почта Алжира (фр. Poste Algérie; араб. بريد الجزائر‎) — национальный оператор почтовой связи Алжира со штаб-квартирой в пригороде г. Алжира — Баб-Эзуар. Государственное производственно-торговое предприятие, которое находится в подчинении правительства Алжира. Член Всемирного почтового союза (ВПС; с 1907).

## История
Начальная дата истории почты на территории современного Алжира неясна, но письма, отправленные европейцами в городе Алжире, восходят к 1690 году. Оран контролировался Испанией на протяжении большей части XVIII века, и местные почтовые штемпели известны с 1749 года.
Регулярное почтовое обслуживание в Алжире начинается с установлением французского господства в 1830 году. Первоначально за этот вид связи отвечала французская военная почтовая организация фр. «Tresor et Postes» («Казначейство и почты»), которая была учреждена в Алжире в том же 1830 году. В 1835 году эта служба стала доступна для гражданского населения, но продолжала использовать военные резиновые штампы до 1839 года, после чего обычными стали календарные штемпели с названием города[≡][≡].
Постепенно почтовые конторы перестали быть казначейскими отделениями и в 1860 году стали автономными. Следуя распространению французского колониального влияния вглубь страны, почтовая связь во второй половине XX столетия существенно расширилась во внутренние области. При этом если в 1845 году в Алжире работало 18 почтовых отделений, то к 1860 году их было 97, а к 1880 году — уже 295. После обретения независимости известна под официальным названием «Poste, Telegraph & Telephone». Алжирская почтовая служба унаследовала поврежденную войной инфраструктуру, ограниченные возможности и неадекватные структуры, предназначенные в первую очередь для обслуживания меньшинства поселенцев. Почтовая сеть в то время насчитывала почти 600 отделений.
Современная Почта Алжира была создана в 2002 году, когда в соответствие с законом были созданы два государственных предприятия, «Algérie Poste» и «Algérie Telecom», для развития этих двух ключевых сегментов, экономической прибыльности, конкурентоспособного качества услуг и участия в построении национальной экономики.

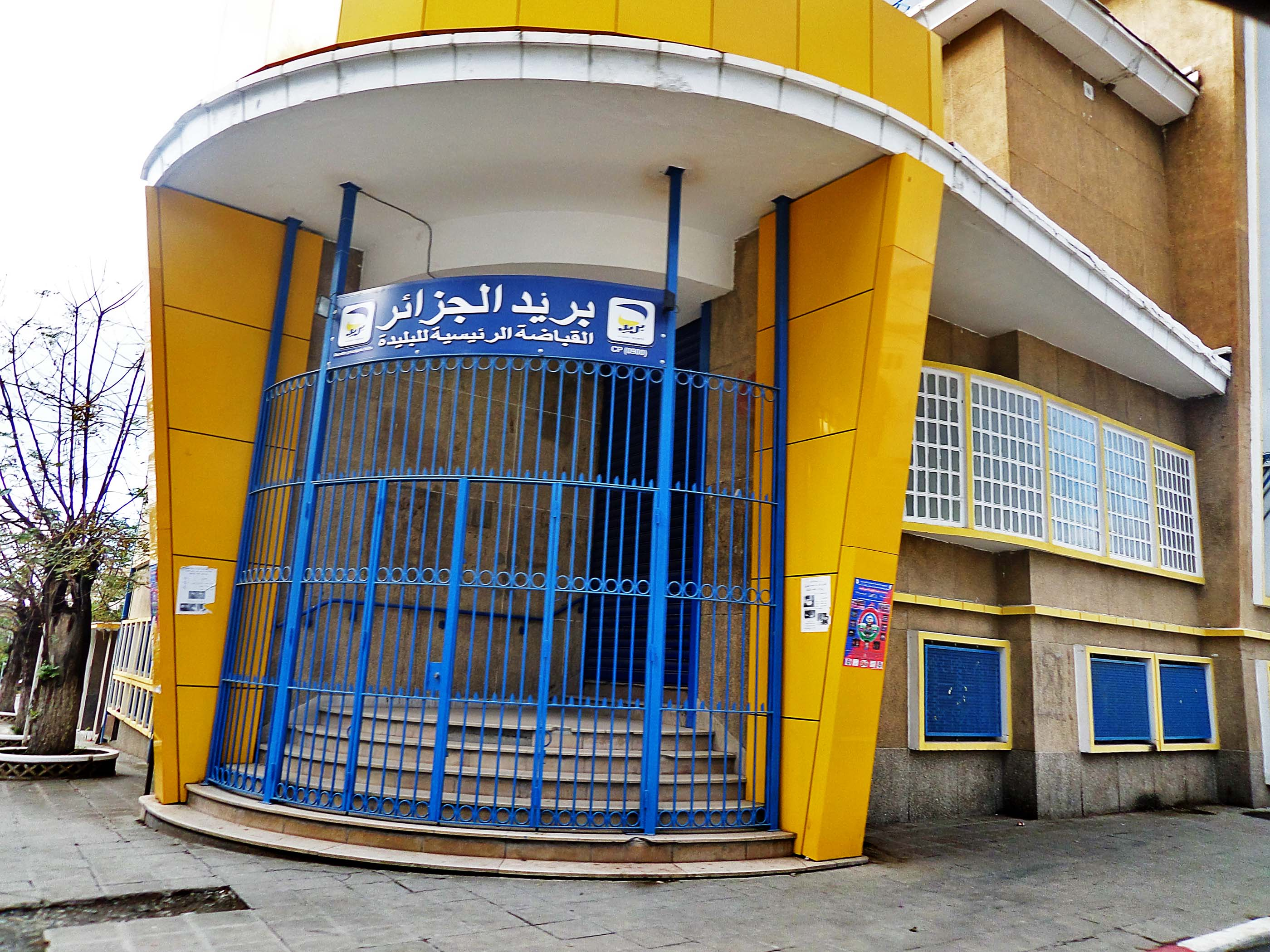
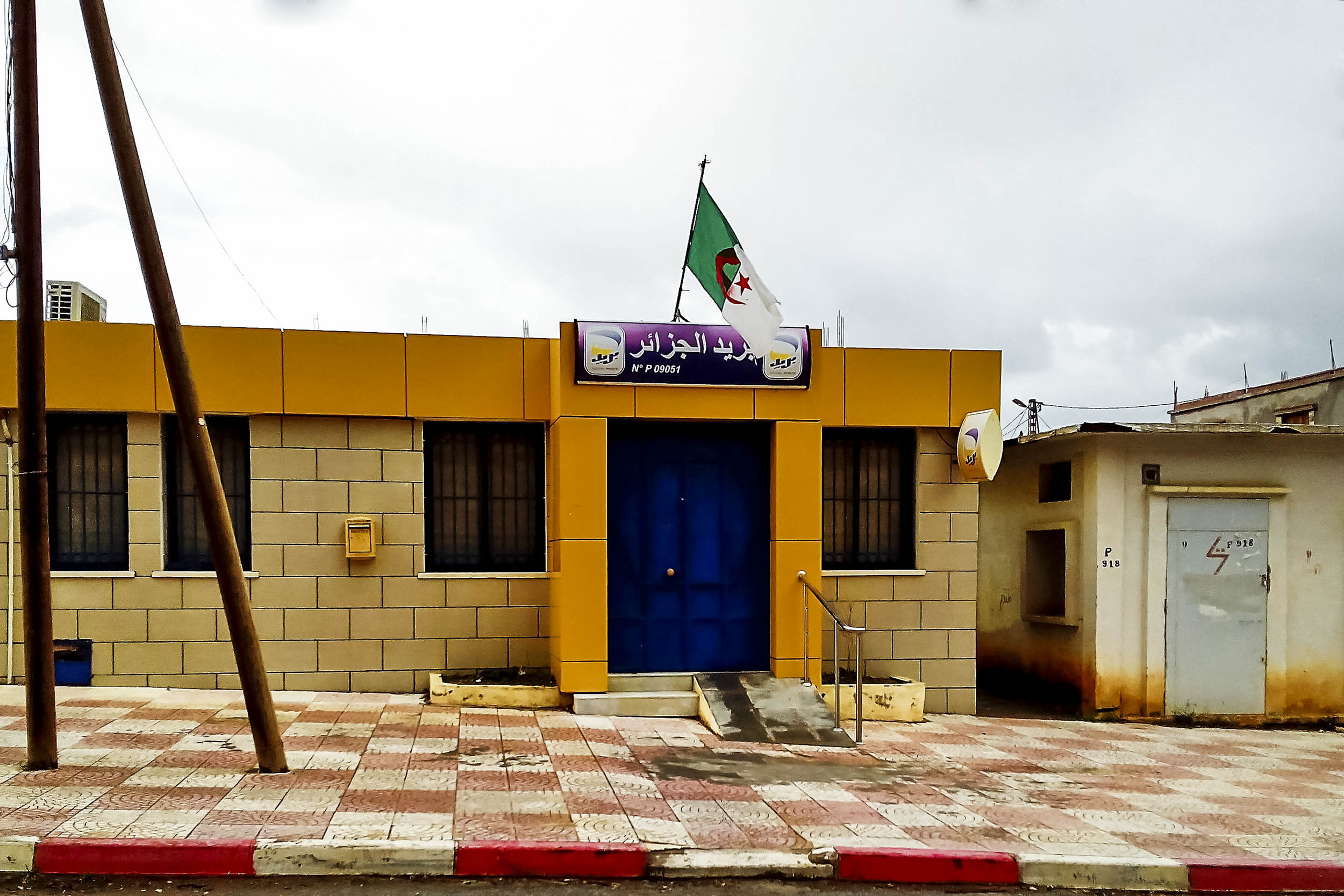